# Рогатка Кранвелла
Рогатка Кранвелла (Ceratophrys cranwelli) — вид земноводних з роду Рогатка родини Рогаткові.

## Опис
Загальна довжина сягає 10—15 см, вага — 0,5 кг. Спостерігається статевий диморфізм: самиці більші за самців. Голова широка, товста. Рот дуже великий. У самців є великий горловий мішок, яким вони видають гучні звуки під час шлюбного періоду. Спина вкрита щільним кістяним щитком. Шкіра пухирчаста, з великою кількістю маленьких шипиків. Забарвлення коливається від ніжного салатово-зеленого до рожево-коричневого кольору. На спині розташовуються великі опуклі плями, які у деяких особин можуть витягатися у невеликі смуги. Забарвлення плям коливається від оливково-зеленого до темно—коричневого, майже чорного.

## Спосіб життя
Полюбляє вологі ліси по берегах водойм, болотисті місцини. Зустрічається на висоті до 700 м над рівнем моря. Веде наземний спосіб життя. Активна вночі. Некваплива амфібія. Полює із засідки. Доволі ненажерлива, її шлунок становить 2/3 третини тіла. Живиться пташенятами, жабами, невеликими плазунами, безхребетними, навіть представниками свого виду. під час голодних періодів може навіть їсти власну шкіру.
Парування та розмноження відбувається під час сезону дощів. Самиця відладає 2000—4000 яєць.

## Розповсюдження
Мешкає в Аргентині (провінції Сантьяго-дель-Естеро, Кордова, Санта-Фе, Корріентес, Чако, Формоса, Сальта), Болівії (департаменти Таріха, Чукісака, Санта-Крус), на заході Бразилії (штат Мату-Гросу-ду-Сул), Парагваї (департаменти Бокерон, Альто-Парагвай, Пресіденс Аес).